# Montaña en Sombra
Montaña en Sombra (deutsch Berg im Schatten) ist ein spanischer Kurzfilm von Lois Patiño aus dem Jahr 2012. In Deutschland feierte der Film am 3. Mai 2013 bei den Internationalen Kurzfilmtagen in Oberhausen Premiere.

## Handlung
Auf einem schneebedeckten Berg sehen wir Skifahrer abwärtsfahren.

## Kritiken
„Wir zeichnen einen Film aus, dessen Narration sich allein aus der Kraft der Bilder entwickelt. Er zeigt uns einen Berg, dem der Mensch tiefe Narben zufügt. Mit herausragendem Handwerk arbeitet die Kamera an der Grenze zu schwarz-weiß den Kontrast zwischen mächtiger Natur und menschlichem Tun als skurrilem Skiballett heraus. Ein Berg in Trauer – ‚montana en sombra‘ von Lois Patiño.“

“This is a film that from the first frame overpowers the spectator with the question: how was this shot? The cinematographer plays seriously with the contrast in the image and by doing so transforms a familiar nature shot into an overwhelming sublime experience. This film shows a very skilled cinematographer who knows how to get the best image out of his camera. Therefore the BIEFF award for Best Cinematography goes to Lois Patiño for MOUNTAIN IN SHADOW!”

## Auszeichnungen
Internationale Kurzfilmtage Oberhausen 2013
- Preis des Ministeriums für Familie, Kinder, Jugend, Kultur und Sport des Landes Nordrhein-Westfalen

Festival Internacional Documentales Santiago Chile 2013
- Mención Honrosa del Jurado competencia internacional de cortometrajes

ForadCamp 2013
- Menció especial del Jurat
- Premi Selecció Marvin & Wayne

Curtocircuito 2013
- Premio Mejor director gallego
- Mención especial del jurado sección «Explora»

Bucharest International Experimental Film Festival 2013
- Best Cinematography Award

Festival du Court-Métrage de Clermont-Ferrand 2014
- Prix Spécial du Jury